# Château de Leybros
Le château de Leybros est un château situé en France sur la commune de Saint-Bonnet-de-Salers, en région Auvergne-Rhône-Alpes.

## Historique
Mentionnée dès le XIVe siècle, le château de Leybros appartenait à l’origine à la famille de Drugeac, puis passa aux Tournemire par mariage en 1330. L’ancien château, composé d’un corps de logis, d’une tour carrée et d’une tour ronde, fut construit ou remanié en 1573. Seule la tour carrée subsiste aujourd’hui. Elle est passée entre plusieurs familles jusqu’au dernier seigneur, M. Tyssandier,.

### Protection
Le château fort est inscrit au titre des monuments historiques par arrêté du 12 février 2002.

## Description
Donjon carré du XIVe siècle, typique de l’architecture militaire de la Haute-Auvergne : murs épais, ouvertures étroites, mâchicoulis au sommet, pièces uniques par niveau avec cheminées moulurées.